# 免疫グロブリンG
免疫グロブリンG（めんえきグロブリンジー、英: Immunoglobulin G、IgG）は免疫グロブリン（抗体）のクラス（アイソタイプ）のひとつで、2つの重鎖γと2つの軽鎖から構成される単量体型である。ヒトの血清の免疫グロブリンの75%を占め、体中の血液、組織液に存在する最も一般的な抗体の種類である。IgG分子は、形質細胞（プラズマB細胞）によって産生され、放出される。IgGには2つの抗原結合部位（パラトープ）がある。
鳥類のIgGはしばしばIgYと呼ばれ、血清と卵黄の中に見られる。

## 機能
抗体は体液性免疫の主要な構成要素である。IgGは、血液や細胞外液に含まれる主な種類の抗体で、体組織への感染を制御することができる。IgGは、ウイルス、細菌、真菌などの多くの種類の病原体と結合することで、体を感染から保護する。
これは、いくつかの機構を通じてなされる。
- 病原体は、IgGを介した結合によって固定化され、凝集して互いに結合する。
- 病原体の表面をIgGがコーティングすることで（オプソニン化と呼ぶ）病原体を認識し、食細胞性の免疫細胞に摂取させて病原体自体を除去する[4]。
- IgGは、補体系の古典的経路 (英語版) をすべて活性化させる。これは病原体を排除する免疫タンパク質産生のカスケードである。
- IgGはまた、毒素にも結合して中和する。これにより病原体や感染性粒子が宿主細胞（人体など）に対して及ぼす生物学的な影響を阻止する[4]。
- IgGはまた、抗体依存性細胞傷害（ADCC）および細胞内抗体媒介性タンパク質分解（英語版）（IAMD）においても重要な役割を果たしている。この場合、IgGは、TRIM21（英語版）（ヒトIgGに対する親和性が最も高い受容体）と結合し、マークされたビリオン（ウイルス粒子）を細胞質のプロテアソームに誘導する[5]。
- IgGはまた、II型およびIII型の過敏症反応にも関与している。

IgG抗体は、抗体応答のクラススイッチングと成熟に続いて産生されるため、主に二次免疫応答に関与する。 
IgGはサイズが小さいモノマーとして分泌され、組織への灌流が容易である。この抗体は、ヒトの胎盤を容易に通過するための受容体を持つ唯一の抗体アイソタイプであり、子宮内の胎児を保護することができる。母乳中に分泌されるIgAに加えて、胎盤から吸収された残留IgGは、自身の免疫系が発達する前の新生児に体液性免疫を与える。初乳には高い割合でIgGが含まれており、特に牛の初乳で高い。病原体に対する以前の免疫がある人の場合、IgGが抗原刺激の約24-48時間後に現われる。
そのため、生後6ヶ月間は新生児は母親と同じ抗体を持ち、これらの抗体が分解されるまでは、子供は母親が人生で遭遇したすべての病原体から（たとえ予防接種のみでも）身を守ることができる。このような免疫グロブリンのレパートリーは、特に呼吸器系および消化器系の感染症に非常に敏感な新生児にとって非常に重要である。いっぽうで新生児の免疫系がまだ未発達なことから、生後から半年～1年あたりが最も新生児のIgG濃度が低くなる期間として知られており、この期間は新生児が病気に罹患しやすいとされている。
IgGはまた、アレルギー反応の調節にも関与している。Finkelmanによると、全身性アナフィラキシーには2つの経路がある。抗原は、肥満細胞の受容体FcεRIに結合したIgEを架橋することによって、古典的な経路を介してマウスの全身性アナフィラキシーを引き起こすことがあり、ヒスタミンと血小板活性化因子（PAF）の両方の放出を刺激する。代替経路では、抗原はIgGと複合体を形成し、IgGはマクロファージの受容体FcγRIIIを架橋し、PAF放出のみを刺激する。
IgG抗体は、特定の抗原が肥満細胞に結合したIgEに結合する前にこれを阻止することで、IgEを介したアナフィラキシーを防ぐことができる。その結果、IgG抗体は少量の抗原による全身性アナフィラキシーを阻止し、大量の抗原によって誘発される全身性アナフィラキシーを媒介することができる。
IgGとIgMには類似点もあり、ともにオプソニン化により、病原体などの微生物の表面にこれらの免疫グロブリンが取り付き、マクロファージなどによる貪食などの食作用を促進する。マクロファージにはオプソニン化を検出するレセプターとして調節因子CR1があり、これによってオプソニン化による結合された微生物が検出されている。

## 構造

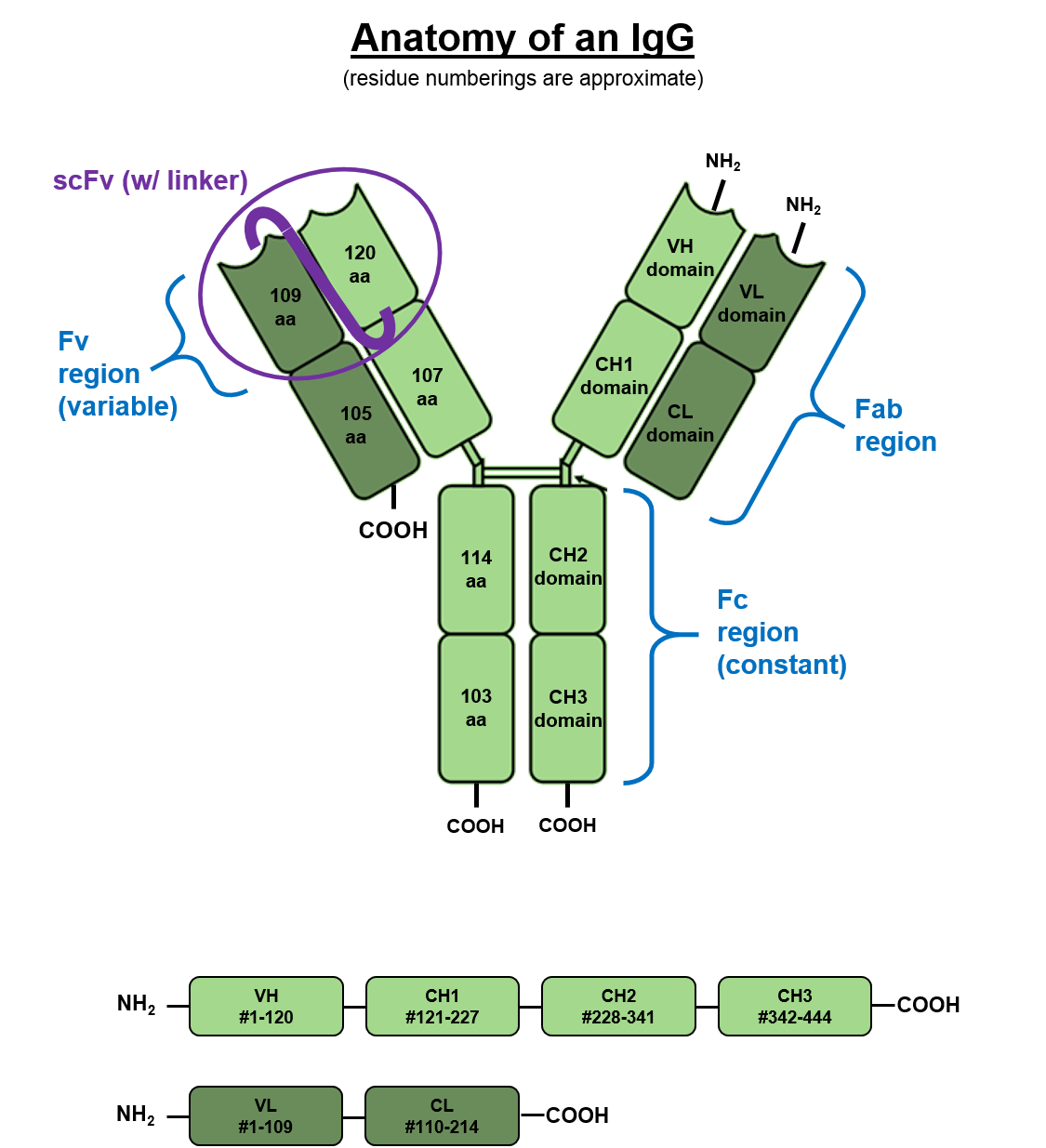
典型的な免疫グロブリン（IgG）のさまざまな領域とドメインを表す図。残機数は概算である。

IgG抗体は、4本のペプチド鎖からなる分子量約150 kDaの大きな球状タンパク質である。これには2つの同一のγ重鎖（ガンマじゅうさ、約50 kDa）と2つの同一の軽鎖（約25 kDa）を含んでおり、4分割の四次構造になる。2本の重鎖は、ジスルフィド結合によって互いに結合し、それぞれ軽鎖と結合している。その結果、四次構造は2つの同じ半分を持ち、それらが一緒になってY字型の形を形成する。フォークの両端には、それぞれ同一の抗原結合部位がある。典型的なIgGのさまざまな領域とドメインを左図に示す。

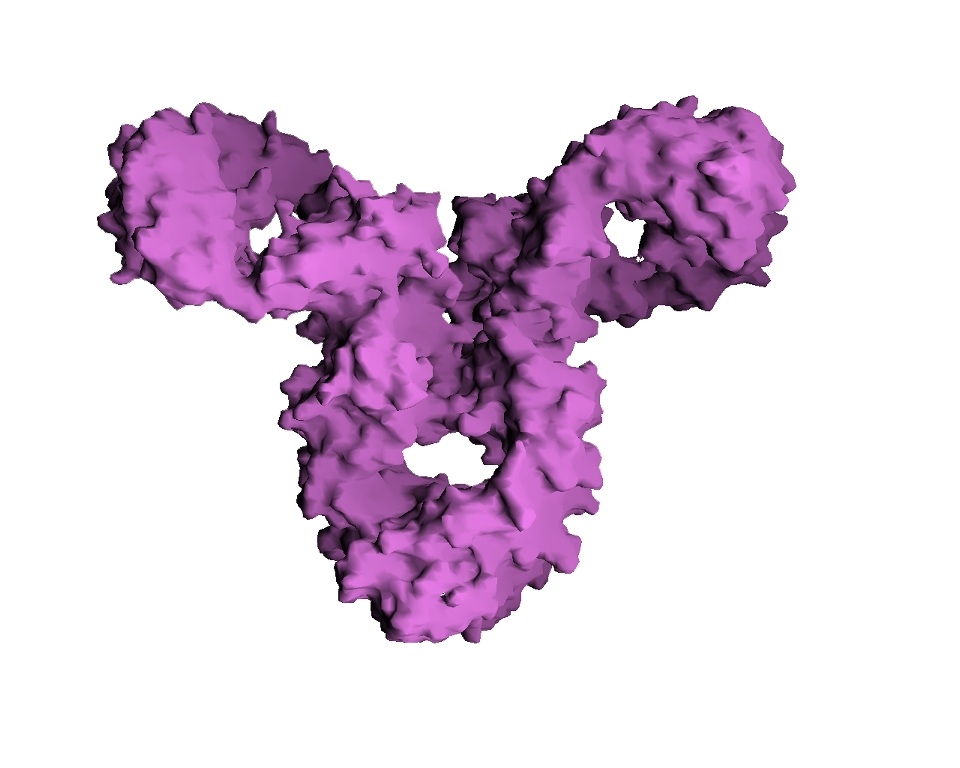
免疫グロブリン（IgG）の分子を、Graspで示された水アクセス可能な表面として示す。

IgGのFc領域には、重鎖の定常領域のアスパラギン297に高度に保存されたN-グリコシル化部位が存在する。この部位に結合しているN-グリカンは、主に複合型のコア-フコシル化二分岐構造である。さらに、これらのN-グリカンの少数は、二分するGlcNAcとα2,6結合シアル酸残基も含んでいる。IgGのN-グリカン組成は、いくつかの自己免疫疾患、感染症、代謝疾患に関連している。

## サブクラス
免疫グロブリンには5つのクラスが知られており5種類に分類されるが、そのうちIgGはさらにサブクラスによって分類される。 
ヒトには4種類のIgGサブクラス（IgG1、2、3、4）があり、血清中の含有量が多い順に命名されている（IgG1が最も豊富）。 
| 名称                                                                         | 含有率 | 胎盤の通過性 | 補体活性化因子 | 食細胞のFc受容体 への結合性 | 半減期 |
| IgG1                                                                         | 66%    | あり (1.47)* | 第2位          | 高親和性                    | 21日   |
| IgG2                                                                         | 23%    | なし (0.8)*  | 第3位          | 極めて低い親和性            | 21日   |
| IgG3                                                                         | 7%     | あり (1.17)* | 第1位          | 高親和性                    | 7日    |
| IgG4                                                                         | 4%     | あり (1.15)* | なし           | 中間的な親和性              | 21日   |
| * 臍帯血/母体血の濃度の割合。母親228名を対象とした日本の研究データに基づく。 |        |              |                |                             |        |

食細胞上のFc受容体に対するIgGの親和性は、抗体のクラスだけでなく、抗体がどの生物種に由来するかによって異なる。ヒンジ領域（図中でCH1領域とCH2領域に挟まれた領域）の構造は、4つのIgGクラスのそれぞれに固有な生物学的特性に寄与する。それらのFc領域には約95%の類似性があるのに対し、ヒンジ領域の構造は相対的に異なっている。
IgGサブクラスの相反する特性（補体を固定する/固定しない、Fc受容体に結合する/結合しない）や、ほとんどの抗原に対する免疫応答には4つのサブクラスが混在している事実を考えると、IgGサブクラスがどのように連携して防御免疫を発揮するのかを理解することは困難であった。2013年に、ヒトのIgEおよびIgGの機能に関する「経時モデル（Temporal Model）」が提案された。 このモデルでは、IgG3（およびIgE）が応答の初期に現れることを示唆している。IgG3は親和性が比較的低いものの、IgG媒介防御がIgM媒介防御に加わることで外来抗原を除去することができる。続いて、より親和性の高いIgG1とIgG2が産生される。形成された免疫複合体の中で、これらのサブクラスの相対的なバランスが、その後の炎症過程の強さを決定するのに役立つ。最後に、抗原が持続する場合、高親和性のIgG4が産生され、Fc受容体-媒介過程を抑制することで炎症を抑制する。
このような、補体を固定するIgGサブクラスの相対的な能力の違いが、臓器移植後の移植片に害を及ぼす一部の抗ドナー抗体反応の理由を説明できる可能性がある。
抗赤血球自己抗体のIgGアイソタイプスイッチ変異体を用いた自己抗体媒介性貧血のマウスモデルでは、補体の活性化においてマウスIgG2aがIgG1よりも優れていることが分かった。さらに、IgG2aアイソタイプは、Fcγ受容体と非常に効率的に相互作用できることがわかった。その結果、自己抗体を介した病理を誘発するためには、IgG2a自己抗体と比較して20倍高い用量のIgG1が必要であった。マウスIgG1とヒトIgG1は必ずしも機能が類似しているものではなく、マウスの研究からヒト抗体の機能を推論するには細心の注意を払う必要があることを覚えておくべきである。とはいえ、ヒト抗体とマウス抗体の両方が、補体を固定する能力やFc受容体に結合する能力が異なることは事実である。

## 診断における役割
免疫グロブリンGの測定は、特定の症状を示す場合、自己免疫性肝炎など特定の疾患の診断ツールとなる。臨床的には、IgG抗体の測定値は一般的に、特定の病原体に対する個人の免疫状態を示していると考えられる。この診療の一般的な例は、麻疹（はしか）・流行性耳下腺炎（おたふく風邪）・風疹（MMR）、B型肝炎ウイルス、水痘（水ぼうそう）などに対する血清学的免疫を示すために抗体価を測定することがある。
特異的IgGは食物アレルギーでない人にも存在し、食物アレルギーの診断における有用性は確立されていない。

## 参照項目
- 免疫グロブリン（抗体）- B細胞が産生する糖タンパク質分子
- アイソタイプ - 免疫グロブリンの構造的な分類
- エピトープ - 免疫系（特に抗体、B細胞、T細胞）によって認識される抗原の部位
- IgG4関連疾患 - IgG4が関係する原因不明の全身性・慢性炎症性疾患